# Josef Meisel
Josef Meisel, genannt Pepi Meisel (* 18. April 1911 in Waag-Neustadl, Österreich-Ungarn; † 11. Februar 1993 in Wien), war ein langjähriger österreichischer Kommunist, Interbrigadist und Widerstandskämpfer gegen den Nationalsozialismus, dem die Flucht aus dem KZ Auschwitz gelang.

## Leben

### Herkunft, KPÖ-Engagement, Widerstand gegen den Austrofaschismus
Josef Meisel war der Sohn des Tischlermeisters Jakob Meisel und dessen Ehefrau Frieda, geborene Brod. Er hatte zwei ältere Brüder und einen jüngeren Stiefbruder aus der zweiten Ehe seines Vaters. Der gelernte Tischlergehilfe gehörte der Kommunistischen Jugend Österreichs an und engagierte sich ab 1929 in der KPÖ in Wien. Er nahm 1934 an den Februarkämpfen teil und setzte sich danach in die Tschechoslowakei ab, aus der er noch 1934 in die Sowjetunion ausgewiesen wurde. Er besuchte für zwei Jahre die Internationale Lenin-Schule in Moskau und reiste im Sommer 1936 illegal nach Wien zurück. Nach seiner Festnahme im Oktober 1936 wurde er wegen illegaler Parteiarbeit in das Anhaltelager Wöllersdorf eingewiesen und im Februar 1938 amnestiert.

### Interbrigadist und Résistancekämpfer
Nach dem „Anschluss Österreichs“ an das nationalsozialistische Deutsche Reich setzte er sich Ende April 1938 nach Spanien ab und nahm als Kaderkommandant des Edgar-André-Bataillons der Internationalen Brigaden am Spanischen Bürgerkrieg gegen die Errichtung einer Diktatur unter Francisco Franco teil. Nach der Niederlage der Republikaner trat er im Februar 1939 illegal nach Frankreich über und von dort zwei Monate später nach Belgien.
Während des Zweiten Weltkrieges wurde er dort nach der deutschen Besetzung Belgiens im Mai 1940 festgenommen und im französischen Lager Saint-Cyprien interniert. Im Juli 1940 gelang ihm die Flucht aus dem Lager und in den folgenden Monaten verdingte er sich als Holzfäller in den Pyrenäen. Ab Anfang 1941 gehörte er dem französischen Widerstand an und fungierte schließlich als Verbindungsmann in Südwestfrankreich für eingeschleuste NS-Gegner in deutschen Dienststellen. Im Februar 1943 ging er im Auftrag der Partei unter dem Aliasnamen Raymond Mesmer getarnt als französischer Fremdarbeiter nach Wien, wo er in einer Tischlerei arbeitete und sich in der Illegalität politisch betätigte. Am 17. Mai 1943 wurde er am Schwendermarkt durch die Gestapo festgenommen, verhört und gefoltert.

### Häftling im KZ Auschwitz, Flucht und Befreiung
Am 18. Februar 1944 wurde Meisel in das Stammlager des KZ Auschwitz überstellt (Häftlingsnummer 173.943), wo er sich der Kampfgruppe Auschwitz anschloss und im illegalen Lagerwiderstand aktiv wurde. Laut dem Auschwitzüberlebenden Hermann Langbein war Meisel im Lager aufgrund seiner Einweisung als politischer Häftling der Gestapo vor Selektionen geschützt, obwohl er Jude war. Die illegale Widerstandsorganisation verhalf Meisel jedoch zur Flucht, da gegen ihn ein Exekutionsbefehl der Wiener Gestapo erwartet wurde. Mit dem polnischen Kommunisten Szymon Zajdow-Wojnarek (Häftlingsnr. 27.832), einem jüdischen Häftling, der ebenfalls dem Lagerwiderstand angehörte, flüchtete er am 22. Juli 1944 auf abenteuerliche Weise aus dem Stammlager. Langbein führt dazu aus: „Damals sind organisierte Fluchten für die Kampfgruppe beinahe schon zur Routine geworden: Die für die Flucht Vorgesehenen versteckten sich innerhalb der großen Postenkette. Nach drei Nächten – so lange blieb die Postenkette auch während der Nächte stehen, wenn beim Abendappell das Fehlen von Häftlingen festgestellt wurde – schlichen sie aus dem Versteck zu einem vereinbarten Treffpunkt, wo Mitarbeiter der polnischen Untergrundbewegung sie erwarteten und ihnen weiterhalfen.“ Mit Hilfe polnischer Partisanen konnte sich Meisel in einem Dorf bei Krakau verstecken, bis die Rote Armee das Gebiet befreite.
Nach der Befreiung unterrichtete er ab Januar 1945 an der Antifa-Schule Krasnogorsk. Im Februar 1945 informierte er in Moskau den KPD-Funktionär Wilhelm Pieck über die kommunistischen Häftlinge im KZ Auschwitz. Er hob den insbesondere von Österreichern getragenen Lagerwiderstand hervor und nannte die Namen Langbein und Burger. Das Verhalten vieler deutscher Kommunisten bemängelte er als „nicht gut“, insbesondere in ihrer Funktion als brutale Kapos. Darüber hinaus berichtete er von der Vernichtung der ungarischen Juden, die im Vernichtungslager Auschwitz-Birkenau vergast wurden.

### Tätigkeit nach Kriegsende
Im September 1945 kehrte er nach Wien zurück, als einziger Überlebender seiner Familie. Sein 1939 in die Sowjetunion emigrierter Vater war dort im Zuge der Stalinschen „Säuberungen“ verhaftet und vermutlich ermordet worden. Seine Stiefmutter, die sein Vater nach dem Tod der ersten Frau geheiratet hatte, und sein jüngerer Stiefbruder waren nach der deutschen Annexion Tschechiens verschollen. Sein Bruder Paul (1909–1943) kam im KZ Auschwitz um, sein anderer Bruder Alexander (1904–1942) im KZ Sachsenhausen. Meisel heiratete 1947 die Holocaustüberlebende Maria Kabran; aus der Ehe gingen zwei Söhne hervor.
Bereits Ende 1945 wurde er in Wiener Neustadt wieder für die KPÖ tätig. Von 1946 bis 1964 war er Landessekretär der Partei in Niederösterreich und danach bis 1969 beauftragt mit der Presseadministration. Von 1946 bis 1969 gehörte er darüber hinaus dem Zentralkomitee der KPÖ an. Gemeinsam mit dem Auschwitzüberlebenden Heinrich Dürmayer reiste er Ende der 1950er Jahre nach Polen, um die Absetzung des damaligen Generalsekretärs des Internationalen Auschwitz Komitees, Hermann Langbein zu betreiben. Hintergrund war Langbeins Kritik am Geheimprozess gegen Imre Nagy. Meisel wurde 1970 nach den „Auseinandersetzungen um die Intervention der Warschauer-Pakt-Staaten“ im Zuge der Niederschlagung des Prager Frühlings aus der Partei ausgeschlossen. Er war danach Mitarbeiter des Wiener Tagebuchs und betätigte sich leitend in der Fraktion Gewerkschaftliche Einheit im mehrheitlich sozialdemokratisch orientierten ÖGB. Er war ständiger Mitarbeiter im Dokumentationsarchiv des Österreichischen Widerstandes und Autor zweier publizierter Erlebnisberichte. Er wurde am Wiener Zentralfriedhof bestattet.

## Schriften
- „Jetzt haben wir Ihnen, Meisel!“: Kampf, Widerstand und Verfolgung eines österreichischen Antifaschisten (1911–1945) (= Biografische Texte zur Kultur- und Zeitgeschichte 2). Hrsg. vom Verein Kritische Sozialwissenschaft und Politische Bildung. Verlag für Gesellschaftskritik, Wien 1985, ISBN 3-900351-43-0.
- Die Mauer im Kopf : Erinnerungen eines ausgeschlossenen Kommunisten; 1945–1970 (= Biografische Texte zur Kultur- und Zeitgeschichte 2). Interview und Red.: Peter Lachnit, hrsg. vom Verein Kritische Sozialwissenschaft und Politische Bildung. Verlag für Gesellschaftskritik, Wien 1986, ISBN 3-900351-52-X.